# Saint-Martin-de-Lamps
Pour les articles homonymes, voir Saint-Martin et Lamps (homonymie).
Saint-Martin-de-Lamps est une ancienne commune française située dans le département de l'Indre en région Centre-Val de Loire.
Le 1er janvier 2016, elle fusionne  avec Levroux pour former la commune nouvelle de Levroux.

## Géographie

### Localisation
La commune est située dans le nord-ouest du département, dans la région naturelle du Boischaut Nord.
Les communes limitrophes et chefs-lieux sont : Saint-Pierre-de-Lamps (2 km), Moulins-sur-Céphons (3 km), Frédille (4 km), Francillon (6 km), Levroux (7 km), Gehée (7 km), Châteauroux (24 km), Issoudun (35 km), Le Blanc (53 km) et La Châtre (58 km).

### Hameaux et lieux-dits
- la Boutelaie, Bellechasse, la Maison Neuve., le Moulin Battereau, La Gelée, La Grelette, Choiseau.

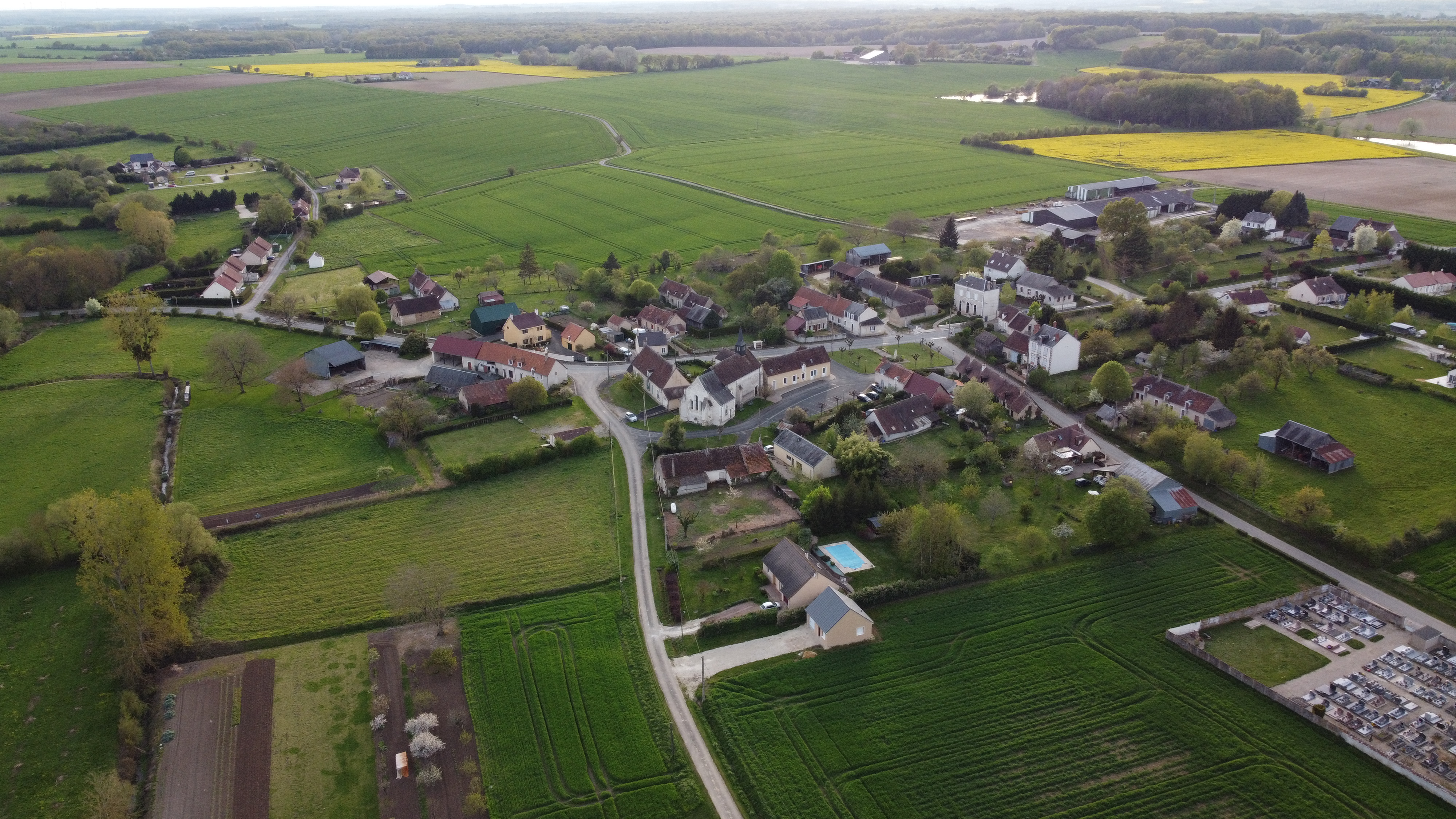
Saint Martin de Lamps vu du Ciel

### Hydrographie
La rivière Lamps, affluent du Céphons.

### Voies de communication et transports
La gare ferroviaire la plus proche est la gare de Châteauroux à 26 km.
La commune est desservie par la ligne S du réseau L'Aile Bleue.
L'aéroport le plus proche est l'aéroport de Châteauroux-Centre à 25 km.
Le territoire communal est traversé par le sentier de grande randonnée de pays de Valençay.

## Urbanisme

### Logement
En 2013, le nombre total de logements dans la commune était de 105.
Parmi ces logements : 76 % étaient des résidences principales ; 22,4 % des résidences secondaires et 1,6 % des logements vacants.
La part des ménages propriétaires de leur résidence principale s’élevait à 80,8 %.

## Toponymie
Durant la Révolution française, pour suivre le décret de la Convention du 25 vendémiaire an II invitant les communes ayant des noms pouvant rappeler les souvenirs de la royauté, de la féodalité ou des superstitions, à les remplacer par d'autres dénominations, la commune change de nom pour Choiseau.

## Histoire
La première appellation connue de Saint-Martin de Lamps date de l’année 1170 (Villa Sancti Martini de Lantiis) suivie en 1288 de Sancti Martini de Lanz, puis Ecclesia Sancti Martini de Lens en 1474. L’appellation actuelle de Saint-Martin de Lamps date de 1545 où il est question de l’hostel, de l’hébergement et du lieu seigneurial. Au XVIe siècle, l’église dépend de l’abbaye de Déols et est appelée Sainct Jehan du Boys.
Référence : « Dictionnaire historique de l’Indre » d’Eugène Hubert, ancien directeur des archives départementales de l’Indre de 1895 à 1932. Ouvrage paru en 1899. (Voir sur le site internet des Archives Départementales de l’Indre)

## Politique et administration

### Liste des maires
| Période                                  | Période        | Identité             | Étiquette | Qualité                     |
| ---------------------------------------- | -------------- | -------------------- | --------- | --------------------------- |
| Les données manquantes sont à compléter. |                |                      |           |                             |
| février 1793                             | octobre 1793   | Louis Chauvignon     |           | maire                       |
| octobre 1793                             | février 1796   | Félix Dureau         |           | officier public             |
| février 1796                             | mai 1800       | Silvain Turmeau      |           | agent municipal             |
| mai 1800                                 | avril 1830     | Silvain Turmeau      |           | maire                       |
| avril 1830                               | septembre 1842 | Pierre Chauvignon    |           | maire                       |
| septembre 1842                           | août 1843      | Alexandre Griveau    |           | adjoint remplaçant le maire |
| août 1843                                | décembre 1846  | Pierre Chauvignon    |           | maire                       |
| décembre 1846                            | mars 1848      | Silvain Charbonnier  |           | maire                       |
| mars 1848                                | octobre 1848   | Pierre Chauvignon    |           | maire                       |
| octobre 1848                             | juillet 1852   | Silvain Charbonnier  |           | maire                       |
| juillet 1852                             | septembre 1865 | Pierre Chauvignon    |           | maire                       |
| septembre 1865                           | septembre 1870 | Charles Bouault      |           | maire                       |
| septembre 1870                           | octobre 1876   | Alexandre Grivault   |           | maire                       |
| octobre 1876                             | mars 1881      | Jean-Baptiste Paleau |           | maire                       |
| mars 1881                                | juillet 1896   | Léon Louis Moreau    |           | maire                       |
| juillet 1896                             | juin 1912      | Paul Rue             |           | maire                       |
| juin 1912                                | juillet 1919   | Aimé Gatesoupe       |           | maire                       |
| juillet 1919                             | décembre 1919  | Albert Tissier       |           | conseiller municipal        |
| décembre 1919                            | mai 1935       | Albert Tissier       |           | maire                       |
| mai 1935                                 | inconnue       | Jean Beaulieux       |           | maire                       |
| inconnue                                 | mars 1989      | INCONNUS             |           |                             |
| mars 1989                                | mars 2008      | Bernard Lumet        |           |                             |
| mars 2008                                | décembre 2015  | Jean-Jacques Sudrot, |           | Technicien forestier        |

| Période          | Période  | Identité        | Étiquette | Qualité               |
| ---------------- | -------- | --------------- | --------- | --------------------- |
| 1er janvier 2016 | En cours | Michèle Prévost |           | Enseignante retraitée |

## Population et société

### Démographie
L'évolution du nombre d'habitants est connue à travers les recensements de la population effectués dans la commune depuis 1793. À partir du 1er janvier 2009, les populations légales des communes sont publiées annuellement dans le cadre d'un recensement qui repose désormais sur une collecte d'information annuelle, concernant successivement tous les territoires communaux au cours d'une période de cinq ans. 
Pour les communes de moins de 10 000 habitants, une enquête de recensement portant sur toute la population est réalisée tous les cinq ans, les populations légales des années intermédiaires étant quant à elles estimées par interpolation ou extrapolation. Pour la commune, le premier recensement exhaustif entrant dans le cadre du nouveau dispositif a été réalisé en 2005,.
En 2013, la commune comptait 167 habitants, en évolution de +8,44 % par rapport à 2008 (Indre : −2,62 %, France hors Mayotte : +2,49 %).
| 1793 | 1800 | 1806 | 1821 | 1831 | 1836 | 1841 | 1846 | 1851 |
| ---- | ---- | ---- | ---- | ---- | ---- | ---- | ---- | ---- |
| 350  | 364  | 349  | 386  | 400  | 462  | 464  | 466  | 418  |

| 1856 | 1861 | 1866 | 1872 | 1876 | 1881 | 1886 | 1891 | 1896 |
| ---- | ---- | ---- | ---- | ---- | ---- | ---- | ---- | ---- |
| 418  | 428  | 426  | 424  | 440  | 403  | 429  | 431  | 440  |

| 1901 | 1906 | 1911 | 1921 | 1926 | 1931 | 1936 | 1946 | 1954 |
| ---- | ---- | ---- | ---- | ---- | ---- | ---- | ---- | ---- |
| 430  | 460  | 449  | 422  | 395  | 364  | 384  | 353  | 311  |

| 1962 | 1968 | 1975 | 1982 | 1990 | 1999 | 2005 | 2010 | 2013 |
| ---- | ---- | ---- | ---- | ---- | ---- | ---- | ---- | ---- |
| 315  | 285  | 225  | 203  | 177  | 146  | 146  | 170  | 167  |

### Enseignement
La commune ne possède pas de lieu d'enseignement. Le collège public (Condorcet) de secteur se trouve à Levroux. Les lycées publics de secteur se trouvent à Châteauroux (lycée général Jean-Giraudoux et lycée polyvalent Blaise-Pascal).

### Médias
La commune est couverte par les médias suivants : La Nouvelle République du Centre-Ouest, Le Berry républicain, L'Écho - La Marseillaise, La Bouinotte, Le Petit Berrichon, France 3 Centre-Val de Loire, Berry Issoudun Première, Vibration, Forum, France Bleu Berry et RCF en Berry.

## Économie
La commune se trouve dans l'aire géographique et dans la zone de production du lait, de fabrication et d'affinage du fromage Valençay.

## Culture locale et patrimoine

### Lieux et monuments
- L'ancienne abbaye Saint-Pierre du Landais (également sur la commune de Frédille),  Classée MH ( 1991, 2004, Tous les éléments en élévation de l'ancienne abbaye et tous les sols susceptibles de recéler des vestiges archéologiques liés à l'ancienne abbaye)[17].
- L'église Saint-Martin[18].

### Personnalités liées à la commune
- Paul Rue (1866-1954), peintre français, et ancien maire de Saint-Martin-de-Lamps.
- Michel Nastorg (1914-1984), acteur français, né à Saint-Martin-de-Lamps.
- Jean Hollebecque (1914-1983), peintre français.